# ريتشارد هارت
ريتشارد هارت (بالإنجليزية: Richard Hart)‏ هو ممثل أمريكي، ولد في 14 أبريل 1915 ببروفيدنس في الولايات المتحدة، وتوفي في 2 يناير 1951 بنيويورك في الولايات المتحدة بسبب نوبة قلبية. من الجوائز التي نالها جائزة المسرح العالمي سنة 1945.

## أعمال

### أفلام
- (1947) جرين دولفين ستريت

## جوائز
- جائزة المسرح العالمي (1945)

## وصلات خارجية
- ريتشارد هارت على موقع IMDb (الإنجليزية)
- ريتشارد هارت على موقع أول موفي (الإنجليزية)
- ريتشارد هارت على موقع قاعدة بيانات برودواي على الإنترنت (الإنجليزية)
- ريتشارد هارت على موقع قاعدة بيانات الأفلام السويدية (السويدية)
- ريتشارد هارت على موقع قاعدة بيانات الفيلم (الإنجليزية)